# Anyone but You
Anyone but You (titulada Cualquiera menos tú en España y Con todos menos contigo en Hispanoamérica) es una comedia romántica de 2023 de coproducción entre Australia y Estados Unidos, dirigida por Will Gluck, a partir de un guion que coescribió con Ilana Wolpert. Está protagonizada por Sydney Sweeney y Glen Powell y se estrenó en los cines de Estados Unidos el 22 de diciembre de 2023, con distribución de Sony Pictures.

## Argumento
Mientras intenta conseguir la llave del baño en una cafetería, Bea, estudiante de derecho de la Universidad de Boston, conoce a Ben, empleado de Goldman Sachs. Los dos tienen una conexión instantánea y pasan el día juntos y finalmente se quedan dormidos en el sofá de Ben. Ella se va sin despertarlo por la mañana, pero lo reconsidera y regresa al apartamento, solo para escucharlo insultarla mientras habla con su amigo Pete.
Bea y Ben no se vuelven a ver durante seis meses y se cruzan cuando la hermana de Bea, Halle, comienza a salir con la hermana de Pete, Claudia. Los dos son fríos el uno con el otro y cada uno se culpa al otro por el mal final de su cita. Más tarde, Halle y Claudia se comprometen y planean una boda en Sídney, Australia.
Bea, que rompió con su prometido Jonathan y abandonó en secreto la facultad de Derecho, está consternada al descubrir que Ben no sólo está en el mismo vuelo a Australia que ella, sino que ambos se alojarán en la casa de los padres de Claudia y Pete en los días previos a la boda. El desprecio mutuo de Bea y Ben comienza a frustrar a los demás miembros de la fiesta de bodas, agravado por las apariciones de los ex de Bea y Ben, Jonathan y Margaret, respectivamente.
Mientras los padres de Bea intentan presionarla para que se reconcilie con Jonathan, los demás asistentes idean un plan para reunir a Bea y Ben para garantizar que la boda se desarrolle sin problemas. Bea rápidamente se da cuenta del plan y hace un trato con Ben para fingir que están juntos para poner celosa a Margaret y evitar que los padres de Bea la presionen para hacer las paces con Jonathan.
Los primeros esfuerzos por vender la relación fracasan hasta una fiesta en un barco, donde Bea y Ben bailan juntos y recrean una escena de Titanic, que termina con Bea cayendo al puerto de Sídney. Ben salta detrás de Bea y tienen una conversación mientras esperan el rescate en una boya. Ella le dice que se retiró de la facultad de derecho y concertan una cita para hacer turismo en la Ópera de Sídney. Regresan a la casa y tienen relaciones sexuales, pero Bea sugiere casualmente que todas sus acciones recientes han sido errores, lo que decepciona a Ben. Se escabulle en la noche, descorazonando a Bea.
La mañana de la boda, Margaret le pide a Bea su bendición para reavivar las cosas con Ben. Bea acepta, alegando que solo estuvo involucrada con él de manera situacional. A través de una conversación con Pete, Ben les revela indirectamente a los padres de Bea que ella abandonó en secreto la facultad de derecho, lo que la hizo sentir traicionada.
Después de escuchar a Halle y Claudia discutir, Ben convence a Bea para que pretenda reconciliarse por el bien de la boda. La ceremonia transcurre sin problemas, pero Bea ve a Margaret besando a Ben durante la recepción y se va llorando y se dirige a la Ópera. Sin embargo, Ben rechaza a Margaret y dice que ya no siente nada por ella porque estaba atrapado injustamente en un recuerdo. Los invitados a la boda lo convencen de perseguir a Bea, por lo que salta de un acantilado cercano al Océano Pacífico, luego convence al helicóptero de rescate que lo recupera para que lo lleve a la Ópera.
Ben se disculpa con Bea y le dice que se fue porque temía que su relación pudiera convertirse en otro arrepentimiento. Se reconcilian y regresan a la recepción como pareja, donde Halle y Claudia revelan que su discusión fue otra artimaña para acercar a Bea y Ben el uno al otro. Mientras tanto, Jonathan y Margaret se juntan.

## Reparto
- Sydney Sweeney como Bea Messina
- Glen Powell como Ben
- Alexandra Shipp como Claudia
- GaTa como Pete
- Hadley Robinson como Halle Messina
- Michelle Hurd como Carol
- Dermot Mulroney como Leo Messina
- Darren Barnet como Jonathan
- Rachel Griffiths como Innie Messina
- Bryan Brown como Roger
- Charlee Fraser como Margaret
- Joe Davidson como Beau[5]

## Producción
En enero de 2023 se anunció que Sydney Sweeney, y Glen Powell fueron elegidos para protagonizar la película sin título, dirigida por Will Gluck. Alexandra Shipp, Michelle Hurd, Bryan Brown, Darren Barnet y Hadley Robinson se unirían al elenco en febrero, y las incorporaciones de Dermot Mulroney, Rachel Griffiths y GaTa se anunciaron el mes siguiente. El rodaje comenzó en Nueva Gales del Sur en febrero de 2023. El rodaje en Sídney se inició en marzo de 2023. En mayo, la película se tituló Anyone  But You.

## Estreno
El primer tráiler se lanzó el 19 de octubre de 2023. La película fue estrenada en los Estados Unidos el 22 de diciembre de 2023, luego de haber sido retrasada desde el 15 de diciembre. En España se estrenó en cines el 19 de enero de 2024.

## Recepción

### Taquilla
La película se ha convertido en un éxito comercial gracias a las redes sociales y al efecto boca-oreja, generando 88.3 millones de dólares en Estados Unidos y Canadá, y 131 millones en otros territorios, para un total de 220 millones de dólares alrededor del mundo, para un presupuesto de 25 millones.
En España no se quedó atrás, y tras debutar en quinta posición en taquilla con poco más de 300 000€, tuvo un aumento de la recaudación de un 79% en su segunda semana. Para su tercera semana, obtuvo el liderazgo en la taquilla española con otro aumento de un 17% y sumando 808 167 euros para un total de 2.5 millones de euros. En su paso por los cines españoles, acabó con una recaudación de 6.361.783€.

### Críticas
Anyone But You recibió reseñas generalmente positivas de parte de la crítica y de la audiencia. En el sitio web agregador de reseñas Rotten Tomatoes, la película posee una aprobación de 49%, basada en 51 reseñas, con una calificación de 5.5/10 y un consenso crítico que dice "Una dirección ingeniosa y un par de estrellas tremendamente visibles hacen de Anyone But You una diversión pasablemente efervescente a pesar de una historia poco brillante". De parte de la audiencia tiene una aprobación de 77%, basada en más de 250 votos, con una calificación de 3.9/5. El sitio web Metacritic le dio a la película una puntuación de 55 de 100, basada en 17 reseñas, indicando "reseñas mixtas o promedio". Las audiencias encuestadas por CinemaScore le otorgaron a la película una "B+" en una escala de A+ a F, mientras que en el sitio IMDb los usuarios le asignaron una calificación de 6.6/10, sobre la base de más de más de 446 votos.

### Éxito comercial
Con el éxito en taquilla de Anyone But You gracias a sus críticas, su guion y las estrellas que la protagonizan, el efecto boca-oreja inundó las redes sociales, especialmente TikTok, red social donde se viralizaron la película y la canción principal: Unwritten. La canción número uno de 2004 de Natasha Bedingfield volvió a los primeros puestos gracias a la película, donde tiene gran protagonismo, posicionándose en los charts más importantes de las principales plataformas en la era del streaming, como Spotify.